# Jessica Chastain
Jessica Michelle Chastain (Sacramento, 24 maart 1977) is een Amerikaans actrice. Ze werd in zowel 2012 (voor haar bijrol in The Help) als 2013 (voor haar hoofdrol in Zero Dark Thirty) genomineerd voor een Oscar. In 2022 kreeg ze ook daadwerkelijk een Oscar voor beste actrice voor haar rol als Tammy Faye Bakker in The Eyes of Tammy Faye. Chastain kreeg daarnaast  meer dan zestig andere prijzen, waaronder een Golden Globe (voor Zero Dark Thirty), National Board of Review Awards voor The Help en Zero Dark Thirty (samen met de hele cast), Satellite Awards voor The Help (samen met de hele cast) en haar bijrol in The Tree of Life en de prijs voor beste actrice van filmfestival Fantasporto 2013 (voor Mama).
Chastain studeerde aan de Juilliard School in New York. Ze begon als televisieactrice en speelde gastrollen in series als ER, Veronica Mars, Close to Home en Law & Order: Trial by Jury. In 2008 maakte ze haar filmdebuut als het titelpersonage in de dramafilm Jolene. Na nog een filmrol in 2009, speelde Chastain in 2011 in zeven films in één jaar, waaronder The Tree of Life, die genomineerd werd voor drie Oscars en bekroond werd met onder meer de Gouden Palm op het Filmfestival van Cannes.